# マリア・マクシミリアノヴナ・ロマノフスカヤ
マリア・マクシミリアノヴナ・ロマノフスカヤ（ロシア語: Мария Максимилиановна Рома́новская、1841年10月16日旧暦では10月4日 - 1914年2月16日旧暦では10月3日）は、ロシア帝国の貴族あるいは皇族。バーデン大公子ヴィルヘルムの妻。

## 生涯
ロイヒテンベルク公マクシミリアン・ド・ボアルネとその妻でロシア皇帝ニコライ1世の娘であるマリア・ニコラエヴナの第2子として、サンクトペテルブルクで生まれた。
1863年、ルートヴィヒ・ヴィルヘルムと結婚。2子をもうけた。
- マリー（1865年 - 1939年） - アンハルト公フリードリヒ2世と結婚
- マクシミリアン（1867年 - 1929年）

結婚後も故国ロシアを頻繁に訪問していた。1866年春、弟ニコライとともに、夏宮殿の庭園を散策する皇帝アレクサンドル2世に同行していたところ、革命家ドミトリー・カラコーゾフによる皇帝暗殺未遂事件に遭遇している。
1914年にマリアはサンクトペテルブルクで死去し、バーデン＝バーデンのハリストス顕栄教会（Christi-Verklärungskirche）に埋葬された。